# 佩恩港 (特拉華州)
佩恩港（英語：Port Penn）是位於美國特拉華州紐卡斯爾縣的一個非建制地區。該地的面積和人口皆未知。

## 地理
佩恩港的座標為39°31′00″N 75°34′26″W / 39.51667°N 75.57389°W，而該地的平均海拔高度為2米（即7英尺）。